# Działalność lecznicza
Działalność lecznicza – działania służące zachowaniu, ratowaniu, przywracaniu lub poprawie zdrowia w ramach procesu określanego czasem także jako leczenie, terapia lub kuracja, obejmującego  świadczenia zdrowotne udzielane celem przywrócenia równowagi (homeostazy) organizmu dotkniętego chorobą lub kalectwem albo poprawieniu jego jakości życia, za pomocą  odpowiednich zabiegów medycznych, pielęgnacyjnych, usprawniających albo psychoterapeutycznych, z użyciem stosownych leków, materiałów, urządzeń, ćwiczeń lub rozmowy. Działalność lecznicza może również polegać na promocji zdrowia lub realizacji zadań dydaktycznych i badawczych w powiązaniu z udzielaniem świadczeń zdrowotnych i promocją zdrowia, w tym wdrażaniem nowych technologii medycznych oraz metod leczenia. 
W Polsce działalność lecznicza regulowana jest Ustawą z dnia 15 kwietnia 2011 r. o działalności leczniczej

## Niektóre rodzaje leczenia
- arteterapia
- balneoterapia
- chemioterapia
- delfinoterapia
- farmakoterapia
- fizykoterapia
- fizjoterapia
- hipnoterapia
- klimatoterapia
- leczenie chirurgiczne
- leczenie bodźcowe
- leczenie dietetyczne
- leczenie intensywne
- leczenie objawowe
- leczenie paliatywne
- leczenie przyczynowe
- leczenie spoczynkowe
- leczenie szpitalne
- leczenie zachowawcze
- leczenie zajęciowe
- metody alternatywne
- psychoterapia
- radioterapia
- ziołolecznictwo

## Pochodzenie pojęcia
Rdzeń słów „leczenie” i „lek” jest pochodzenia indoeuropejskiego, a więc wspólny dla dawnych i obecnych form obu tych wyrazów w wielu językach europejskich. Staropolskie słowo „leczyć” było odpowiednikiem dzisiejszego słowa „wyciągnąć” w odniesieniu do różnorodnych sytuacji (nie tylko tych związanych z chorobami). „Wyciąganie choroby z ciała chorego” było tylko jednym z aspektów stosowania tego staropolskiego słowa. Językowe badania porównawcze języków słowiańskich wskazują też na magiczny kontekst słowa „leczyć”. W świetle tych badań „leczenie” odnosiło się m.in. do „zaklinania choroby”.